# Bryoptera basisignata
Bryoptera basisignata är en fjärilsart som beskrevs av W. Warren 1904. Bryoptera basisignata ingår i släktet Bryoptera och familjen mätare. Inga underarter finns listade i Catalogue of Life.